# Ибестад
Ибестад (норв. Ibestad) — коммуна в губернии Тромс в Норвегии. Административный центр коммуны — город Хамнвик. Официальный язык коммуны — букмол. Население коммуны на 2007 год составляло 1511 чел. Площадь коммуны Ибестад — 241,24 км², код-идентификатор — 1917.

## История населения коммуны
Население коммуны за последние 60 лет.

Статистика коммуны Ибестад